# Rio Fundăţica
O Rio Fundăţica é um rio da Romênia, afluente do Urdăriţa, localizado no distrito de Argeş.